# Belfort (województwo pomorskie)
Belfort (dodatkowa nazwa w j. kaszub. Belfórt) – osada  w Polsce położona w województwie pomorskim, w powiecie kościerskim, w gminie Dziemiany. 
Niewielka osada kaszubska położona na obszarze Wdzydzkiego Parku Krajobrazowego, wchodząca w skład sołectwa Schodno.
W latach 1975–1998 miejscowość administracyjnie należała do województwa gdańskiego.